# Soleil trompeur 3
Série Soleil trompeur
Soleil trompeur 2
(2010)
Pour plus de détails, voir Fiche technique et Distribution.
Soleil trompeur 3 (sous-titré La Citadelle ; en russe : Утомленные солнцем, Utomlennye solntsem) est le dernier film de la trilogie Soleil trompeur du réalisateur et acteur russe Nikita Mikhalkov, sorti en 2011. Il fait suite aux films Soleil trompeur et Soleil trompeur 2.
Accueilli avec une réserve certaine par la critique russe, le film a pourtant reçu une standing ovation (sans toutefois remporter de prix) à Cannes.
Désigné pour concourir aux Oscars, le film crée la polémique,.
Vladimir Menchov, président du comité des Oscars russe, appelle publiquement Mikhalkov à retirer son film,. Menchov estime, d'une part, inapproprié le fait que Mikhalkov, membre du comité, ait présenté son propre film, et d'une autre, déclare que des films comme Elena d'Andreï Zviaguintsev (prix spécial du jury à Cannes), et Faust d'Alexandre Sokourov (Lion d'or à Venise), auraient dû être envisagés,.

## Fiche technique
- Réalisation :  Nikita Mikhalkov
- Scénario et dialogues : Nikita Mikhalkov, Alexandre Novototski-Vlassov, Vladimir Moïsseïenko, Gleb Panfilov
- Photographie : Vladislav Opeliants
- Musique : Edouard Artemiev
- Décors : Vladimir Aronine
- Producteurs :  Nikita Mikhalkov, Leonid Verechtchaguine

## Distribution
- Oleg Menchikov : Dimitri (Mitia)
- Nikita Mikhalkov : Sergueï Petrovitch Kotov
- Sergueï Makovetski : Lounine
- Nadejda Mikhalkova[5] : Nadia Kotova
- Dmitri Dioujev : Vania
- Andreï Merzlikine : Joseph Staline
- Victoria Tolstoganova : Maroussia
- Anna Mikhalkova : Nioura Rojenitsa
- Vladimir Iline : Kirik
- Arthur Smolianinov : Iourka